# سراج‌الدین صفری
سراج‌الدین صفری (زاده: ۱۳۳۱ ولسوالی المار، ولایت فاریاب) سیاست‌مدار افغانستانی و نماینده مردم فاریاب در دوره پانزدهم مجلس نمایندگان افغانستان و مجلس سنا است.

## زندگی‌نامه
سراج‌الدین صفری متولد ۱۳۳۱ از روستای خدالمیت ولسوالی المار ولایت فاریاب افغانستان است. وی دارای تحصیلات خصوصی و دینی است.

## دیگر فعالیت‌ها
- پنج سال به عنوان ولسوال/فرماندار ولسوالی المار.[۱]